# Beta
Pour l’article ayant un titre homophone, voir Bêta.
Pour les articles homonymes, voir Bêta (homonymie).
Tribu
Genre
Beta est un genre de plantes à fleurs de la famille des Chénopodiacées (selon la classification classique) ou des Amaranthacées (selon la classification phylogénétique).
Les noms communs sont bette (poirée) et betterave. 
Proche des genres Chenopodium (chénopode) et Spinacia (épinard), ce genre comprend 11 espèces. Il s'agit de plantes herbacées, plus ou moins charnues, à fleurs rougeâtres ou verdâtres, dont la hampe florale peut atteindre environ 1,5 m de haut.
Une espèce est largement cultivée à travers le monde : Beta vulgaris L. Cette espèce comprend de très nombreuses variétés qui ont été sélectionnées soit pour leur racine charnue et riche en sucre, soit pour leurs feuilles à côtes très développées ; elles se répartissent en quatre types :
- betterave sucrière ;
- betterave fourragère ;
- betterave potagère ;
- poirée ou bette.

La betterave sucrière a acquis une très grande importance économique, grâce à la production de sucre (saccharose) dont elle est la deuxième source dans le monde après la canne à sucre.
La bette maritime (Beta vulgaris subsp. maritima) est une plante sauvage poussant en bord de mer. Elle serait l'ancêtre des bettes cultivées.

## Liste des espèces
- Beta vulgaris ssp. vulgaris L.
- Beta adanensis A. Pamukc. ex Aellen
- Beta atriplicifolia Rouy
- Beta lomatogona Fischer et C. Meyer
- Beta nana Boiss. et Heldr.
- Beta patellaris Moq.
- Beta patula Aiton
- Beta procumbens L.
- Beta trigyna Waldst. et Kit.
- Beta trojana A. Pamukc. ex Aellen
- Beta vulgaris L.